# Iolaus matilda
Iolaus matilda är en fjärilsart som beskrevs av Suffert 1904. Iolaus matilda ingår i släktet Iolaus och familjen juvelvingar. Inga underarter finns listade i Catalogue of Life.